# Rhagium fasciculatum
Rhagium fasciculatum là một loài bọ cánh cứng trong họ Cerambycidae.